# Kłoczew (gmina)
Kłoczew – gmina wiejska w województwie lubelskim, w powiecie ryckim. W latach 1975–1998 gmina położona była w województwie siedleckim.
Siedziba gminy to Kłoczew.
Według danych z 30 czerwca 2004 gminę zamieszkiwało 7409 osób. Natomiast według danych z 31 grudnia 2017 roku gminę zamieszkiwało 7217 osób.
5 października 1973 od gminy Kłoczew odłączono sołectwo Budziska, włączając je do gminy Trojanów.

## Struktura powierzchni
Według danych z roku 2002 gmina Kłoczew ma obszar 143,17 km², w tym:
- użytki rolne: 67%
- użytki leśne: 24%

Gmina stanowi 23,26% powierzchni powiatu.

## Demografia

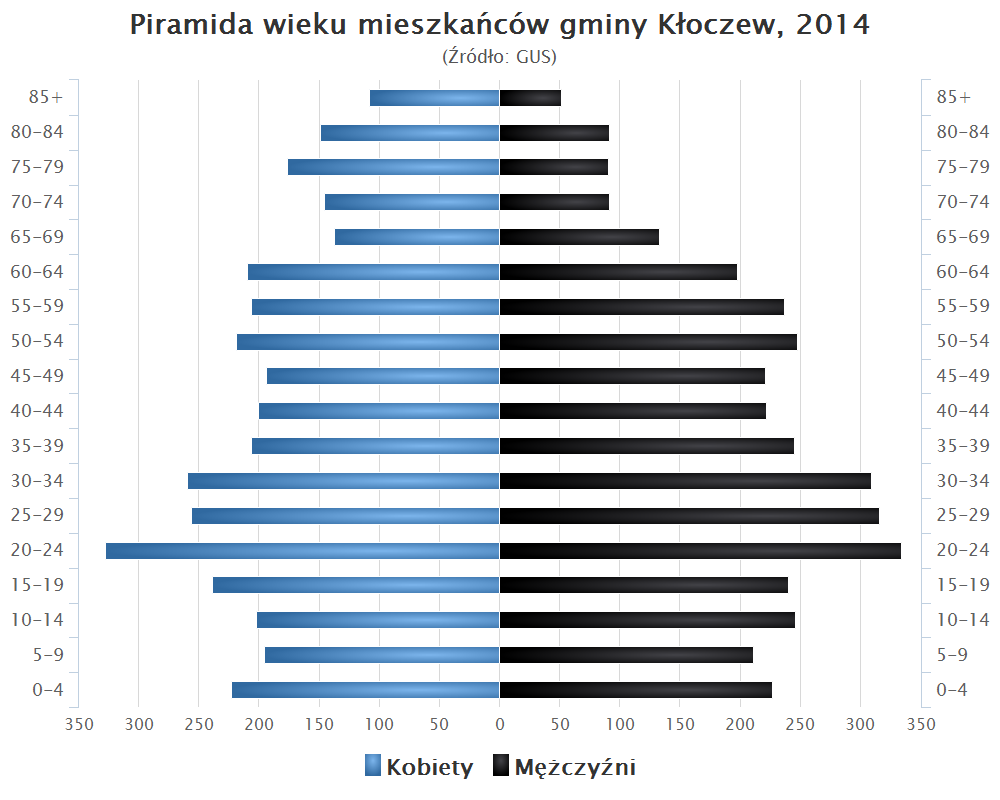
Piramida wieku mieszkańców gminy Kłoczew w 2014 roku

Dane z 31 grudnia 2017 roku.
| Opis                              | Ogółem | Ogółem | Kobiety | Kobiety | Mężczyźni | Mężczyźni |
| --------------------------------- | ------ | ------ | ------- | ------- | --------- | --------- |
| jednostka                         | osób   | %      | osób    | %       | osób      | %         |
| populacja                         | 7 217  | 100    | 3 561   | 49,3    | 3 656     | 50,7      |
| gęstość zaludnienia (mieszk./km²) | 51     | 51     | 25      | 25      | 26        | 26        |

| Wykaz miejscowości podstawowych oraz ich integralnych części w administracji gminy Kłoczew | Wykaz miejscowości podstawowych oraz ich integralnych części w administracji gminy Kłoczew | Wykaz miejscowości podstawowych oraz ich integralnych części w administracji gminy Kłoczew | Wykaz miejscowości podstawowych oraz ich integralnych części w administracji gminy Kłoczew |
| Nazwa miejscowości | Rodzaj miejscowości                                                                        | Miejscowość podstawowa                                                                     | Identyfikator Simc                                                                         |
| --- | ------------------------------------------------------------------------------------------ | ------------------------------------------------------------------------------------------ | ------------------------------------------------------------------------------------------ |
| Budki | część wsi                                                                                  | Bramka                                                                                     | 0674081                                                                                    |
| Szczepaniec | część wsi                                                                                  | Bramka                                                                                     | 0674106                                                                                    |
| Podbramki | część wsi                                                                                  | Bramka                                                                                     | 0674098                                                                                    |
| Budki | część wsi                                                                                  | Gęsia Wólka                                                                                | 0674135                                                                                    |
| Budy | część wsi                                                                                  | Gózd                                                                                       | 0674158                                                                                    |
| Jagodne-Kolonia | część wsi                                                                                  | Gózd                                                                                       | 0674164                                                                                    |
| Kusiak | część wsi                                                                                  | Kłoczew                                                                                    | 0674454                                                                                    |
| Kłoczew-Kolonia | część wsi                                                                                  | Kłoczew                                                                                    | 0674253                                                                                    |
| Własność | część wsi                                                                                  | Kłoczew                                                                                    | 0674448                                                                                    |
| Samotnia | część wsi                                                                                  | Rybaki                                                                                     | 0674320                                                                                    |
| Górki | część wsi                                                                                  | Rzyczyna                                                                                   | 0674342                                                                                    |
| Jakubówka | część wsi                                                                                  | Sokola                                                                                     | 0674371                                                                                    |
| Lipiny | część wsi                                                                                  | Stryj                                                                                      | 0674419                                                                                    |
| Sękata | część wsi                                                                                  | Stryj                                                                                      | 0674425                                                                                    |
| Zalesie | część wsi                                                                                  | Stryj                                                                                      | 0674431                                                                                    |
| Serwatka | część wsi                                                                                  | Wygranka                                                                                   | 0674520                                                                                    |
| Saturnia | część wsi                                                                                  | Wygranka                                                                                   | 0674514                                                                                    |
| Kosiny | część wsi                                                                                  | Wygranka                                                                                   | 0674508                                                                                    |
| Kawęczyn | kolonia                                                                                    |                                                                                            | 0674224                                                                                    |
| Jagodne | osada                                                                                      |                                                                                            | 0674170                                                                                    |
| Kozibor | przysiółek wsi                                                                             | Janopol                                                                                    | 0674201                                                                                    |
| Wygranka | wieś                                                                                       |                                                                                            | 0674490                                                                                    |
| Julianów | wieś                                                                                       |                                                                                            | 0674218                                                                                    |
| Janopol | wieś                                                                                       |                                                                                            | 0674193                                                                                    |
| Wola Zadybska | wieś                                                                                       |                                                                                            | 0674477                                                                                    |
| Wola Zadybska-Kolonia | wieś                                                                                       |                                                                                            | 0674483                                                                                    |
| Gózd | wieś                                                                                       |                                                                                            | 0674141                                                                                    |
| Wojciechówka | wieś                                                                                       |                                                                                            | 0674460                                                                                    |
| Gęsia Wólka | wieś                                                                                       |                                                                                            | 0674129                                                                                    |
| Czernic | wieś                                                                                       |                                                                                            | 0674112                                                                                    |
| Wylezin | wieś                                                                                       |                                                                                            | 0674537                                                                                    |
| Zaryte | wieś                                                                                       |                                                                                            | 0674543                                                                                    |
| Bramka | wieś                                                                                       |                                                                                            | 0674075                                                                                    |
| Huta Zadybska | wieś                                                                                       |                                                                                            | 0674187                                                                                    |
| Nowe Zadybie | wieś                                                                                       |                                                                                            | 0674282                                                                                    |
| Kłoczew | wieś                                                                                       |                                                                                            | 0674247                                                                                    |
| Sokola | wieś                                                                                       |                                                                                            | 0674365                                                                                    |
| Kokoszka | wieś                                                                                       |                                                                                            | 0674260                                                                                    |
| Kurzelaty | wieś                                                                                       |                                                                                            | 0674276                                                                                    |
| Borucicha | wieś                                                                                       |                                                                                            | 0674069                                                                                    |
| Stryj | wieś                                                                                       |                                                                                            | 0674402                                                                                    |
| Żwadnik | wieś                                                                                       |                                                                                            | 0674359                                                                                    |
| Padarz | wieś                                                                                       |                                                                                            | 0674299                                                                                    |
| Stare Zadybie | wieś                                                                                       |                                                                                            | 0674394                                                                                    |
| Przykwa | wieś                                                                                       |                                                                                            | 0674307                                                                                    |
| Rybaki | wieś                                                                                       |                                                                                            | 0674313                                                                                    |
| Rzyczyna | wieś                                                                                       |                                                                                            | 0674336                                                                                    |
| Sosnówka | wieś                                                                                       |                                                                                            | 0674388                                                                                    |
| Kąty | wieś                                                                                       |                                                                                            | 0674230                                                                                    |
| Źródło Komisja Standaryzacji Nazw Geograficznych: Urzędowy wykaz nazw miejscowości (2012,2015). Wykaz urzędowych nazw miejscowości i ich części (xls) opublikowany [w:] Dz.U. z 2013 r. poz. 200 ze zmianami w Dz.U. z 2015 r. poz. 1636. [dostęp 2017-05-24]. [zarchiwizowane z tego adresu (2017-07-29)]. (pol.).{Cytuj stronę} Linki zewnętrzne: "opublikowany". |                                                                                            |                                                                                            |                                                                                            |

## Sołectwa
Borucicha, Bramka, Czernic, Gęsia Wólka, Gózd, Huta Zadybska, Jagodne, Janopol, Julianów, Kawęczyn, Kąty, Kłoczew, Kokoszka, Kurzelaty, Nowe Zadybie, Padarz, Przykwa, Rybaki, Rzyczyna, Sokola, Sosnówka, Stare Zadybie, Stryj, Wojciechówka, Wola Zadybska, Wola Zadybska-Kolonia, Wygranka, Wylezin, Zaryte.
Bez statusu sołectwa jest Żwadnik.

## Sąsiednie gminy
Krzywda, Nowodwór, Ryki, Trojanów, Wola Mysłowska, Żelechów